# Axel Andersen
Axel Andersen (ook wel Aksel Andersen) (21 mei 1864-17 april 1943) was een Noors fluitist. Zijn vrouw was de harpiste Dagny Andersen. Het huwelijk vond plaats op 9 november 1887. In 1898 ondernam het stel een reis door Noorwegen.
Axel Ludvig Andersen werd geboren in het gezin van Anders Christoffersen uit Oslo en Karen Halvorsdatter uit Vårdal. Het was een middelgroot gezin, waaruit meerdere personen de muziek in gingen. Andersen kreeg zelf les in Noorwegen en later in Parijs bij fluitist François Donjon. Als zeventienjarige speelde hij al in het orkest van het Christiania Theater en verhuisde rond 1900 mee naar het orkest van het Nationaltheatret. Ondertussen had hij ook in het orkest van (het Noorse) Tivoli gespeeld. Van 1919 tot 1926 was hij solofluitist van de voorloper van het Oslo Filharmoniske Orkester. Op 1 juli 1924 ontving Axel Andersen de Kongens fortjenestemedalje, op aanraden van Johan Halvorsen.
Hij gaf meer ongeveer veertig jaar les aan het Conservatorium van Oslo (1886-1926). Jongere fluitisten konden niet om hem heen. Leerlingen van hem waren onder meer Per Wang, Hans Stensth en Ørnulf Gulbransen en de latere componist Arvid Kleven. In 1925 gaf hij het leerboek Praktisk flöiteskole  in twee delen (Deel 1: For Böhm og Gammelt System) uit voor het bespelen van de dwarsfluit. In zijn dankwoord richtte hij zich tot Johan Halvorsen (dirigent van het orkest van het Nationaltheatret) en Peter Lindeman (regisseur aldaar). Hij werd genoemd als een van de belangrijkste Noorse musici van die tijd. Of zij de componiste is achter Til Voxenkollen-marsch en Hjördis-Rheinländer, beide voor piano solo en gedrukt bij Warmuth Musikforlag, is niet bekend. 
Hedwig Othilie Dagny Bergersen (1867 – juli 1940) werd geboren in het gezin van marinier Hans Bergersen en Hanna Fredrikke Torkildsen. Zij kreeg vanaf haar negentiende haar muzikale onderricht van Wilhelm Posse (1852-1925), een harpist van het conservatorium in Berlijn en werkzaam bij de opera in Berlijn. Daarvoor speelde ze al piano. Ook zij speelde in de beide theaterorkesten. In het Nationaltheatret was er nog enige paniek toen Dagny in 1891 zwanger raakte; er was zo snel geen vervangster voorhanden.
Concerten:
- juli 1891: Dagny gaf een concert met ene Amelie Bruni, waarvan verder elk spoor ontbreekt
- 25 februari 1893: Axel speelde samen met onder meer Agathe Backer-Grøndahl in het Kwintet voor blazer en piano in E majeur (opus 55) van Anton Rubinstein
- februari 1894: kamermuziekconcert (in een gymnastiekzaal) met beiden
- 7 december 1896: gezamenlijk optreden waarbij ze een stuk van Johann Sebastian Bach speelden, dat was bewerkt door Charles Gounod (solo voor fluit met harpbegeleiding)
- 28 september 1901: Dagny speelt onder leiding van Johan Halvorson de Marche fanatsie voor harp, orgel en groot orkest van Alexandre Guilmant
- 5 november 1904: Dagny begeleidde het Ceciliaforeningen-koor
- 8 en 9 december 1906: beiden in het Nationaltheatret in een “Fransk symfonikonsert”
- november 1916: Axel speelt mee in werken van componist Catharinus Elling; de componist dirigeerde
- 13 januari 1918 Axel en Dagny spelen een duet voor fluit en harp tijdens een zondagsmatinee in het Nationaltheatret en speelde het Offertorium en een Etude de salon van François Donjon (origineel voor fluit en piano).

- Virtual International Authority File: 306433518

.